# Oscar Sandberg
Oscar Sanndberg (Kristianstad, 2 de desembre, 1870 - Estocolm, 12 de desembre, 1926), fou un músic de l'església, professor de música i compositor suec.
Fou alumne distingit al Reial Conservatori de Música de la capital sueca, complementant la seva formació artística a Alemanya. Va exercir de professor de música i crític de música. A partir de 1903 cantor a Oscarskyrkan a Estocolm, on va fundar les anomenades tardes motet. Membre de la Reial Acadèmia Sueca de Música el 1921. Com a compositor va escriure sobretot música coral i va ser un dels editors de l'antologia de música coral de Musica Sacra (1915). Va escriure nombroses cantates per a solo, cor i orquestra, motets, peces corals i lieder.

## La vida
Oscar Sandberg va néixer a Kristianstad, on el seu pare era propietari d'una fàbrica. Es va llicenciar a Lund el 1891 i l'any següent va iniciar els seus estudis a "Kungliga Musikkonservatoriet" (Reial Conservatori de Música), on es va graduar el 1895 amb titulacions com a organista, precentor i professor de música. Va continuar al "Musikkonservatoriet" sota la supervisió de Joseph Dente amb més estudis en contrapunt i composició fins al 1898. L'any anterior havia estat professor a l'institut de música de Södermalm i es va iniciar en una carrera com a escriptor, primer com a crític musical per al diari Social-Demokraten diari democràtic. Paral·lelament a les seves activitats musicals, el 1900 va començar a treballar com a oficial de les "Statens Järnvägar" (els ferrocarrils nacionals).
El 1903 Oscar Sandberg va acceptar un lloc de cantor a la recent erigida Església de l'Oscar a Estocolm. Quatre anys després es va convertir en el "klockare" (una posició administrativa) de la parròquia i va deixar el seu servei amb els ferrocarrils. Aquell any també va deixar el seu càrrec a l'institut de música de Södermalm per començar a ocupar un lloc com a professor de música a l'escola secundària de Jakob, càrrec que va conservar fins al 1923 quan va assumir el mateix càrrec a "Norra Latinläroverket", que després va ocupar per a la resta de la seva vida. Cap al 1907, Sandberg havia abandonat la seva professió com a crític musical en el "Social-Demokraten" per fer funcions similars a Aftonbladet, on va romandre fins a 1910.

## Corista destacable
Oscar Sandberg va fer la seva contribució més important a la música sueca. El cor que va fundar, el "Oscar's Church Choir", es va guanyar una reputació com un dels millors cors del país, particularment a través dels concerts habituals de l'església (normalment quatre per any) que Sandberg va començar a organitzar el 1909 juntament amb l'organista de l'església Patrik Vretblad. Aquests anomenats motettaftnar (tardes de motet) es van convertir ràpidament en una institució de l'escena musical de la capital. Sandberg va dirigir el seu cor a 62 motettaftnar, amb aquesta tradició continuant fins i tot després de la seva mort pel seu successor, Carl-Oscar Othzén. Un dels propòsits de les nits del concert era ressaltar la música polifònica més antiga de l'església i, per tant, es pot veure com a part dels esforços de reforma de la música de l'església de l'època.
Aquests concerts també van proporcionar a Sandberg l'oportunitat de presentar les seves pròpies composicions corals. Que també estava interessat en la reforma de la música de l'església com a compositor es revela en la prefaci del seu Musik fins a Introitus i den evangeliska gudstjänsten (1921), en què afirma que les modes de l'església, amb el seu caràcter seriós distintiu, són molt més grans. Les claus majors i menors tenen la capacitat d'expressar diversos sentiments religiosos d'una manera més polifacètica i digna, i es refereix a la continuïtat històrica dins de l'agelong, tradició autèntica, que permet arrelar tota la música litúrgica en el cant gregorià. i els seus modes d'església.
La bona reputació de Sandberg com a director de professió entre els seus col·legues de músics de l'església ho demostra el fet que a la segona reunió general d'organistes del 1912 va ser cridat a conferir el tema Cant coral al servei de l'església. Probablement va ser principalment a causa dels seus èxits amb la "motettaftnar" que se li va concedir la medalla reial sueca "litteris et Artibus" el 1913.
Oscar Sandberg va ser molt actiu com a director coral, incloent com a tal a la Societat Coral Sjung Sjung a Estocolm, i des del 1916 amb el Cor Par Bricole, també a Estocolm. Durant la temporada de 1918/19 va aparèixer com a director convidat a la "Kungliga Teatern" (Òpera Reial). També va ser un dels dos directors de l'anomenat Cor d'Anvers, per iniciativa de la coral masculina de Svenska sångarförbundet (la societat vocal sueca) composta provisionalment, que va aparèixer a, entre d'altres, als Jocs Olímpics d'Estiu de 1920 (Anvers). L'any següent, Sandberg i l'Oscar's Church Choir van rebre l'insòlit encàrrec d'actuar a l'aclamada pel·lícula de cinema Vallfarten till Kevlaar ("El pelegrinatge a Kevlaar" del poema èpic de Heinrich Heine), una actuació que va rebre crítiques positives de crítics de cinema.

## Tasques a la indústria musical
Oscar Sandberg també va participar en esforços amb diverses organitzacions musicals. El 1910 va ser un dels fundadors de la secció local d'Estocolm de la International Music Society (Internationale Musikgesellschaft, IMG) i va ser tresorer allà fins al 1919, quan va ser tancat i substituït pel recent constituït "Svenska samfundet för musikforskning" (Societat Sueca de Musicologia). Sandberg també es va convertir en tresorer de la nova organització i va ser considerat com a escriptor per al seu periòdic, "Svensk tidskrift for musikforskning" (tot i que no es va publicar res d'això). 1912-14 va ser president del "kyrkomusikerförening de Stockholms Stiftms" (organització de la diòcesi d'Estocolm de músics de l'església) i el 1917 va ser instructor vocal de "Svenska sångarförbundet", aleshores en l'organització nacional de cors masculins. També va tenir tasques amb la "Kungliga Musikaliska akademien" (la Reial Acadèmia Sueca de Música), en part com a membre del "comitè per a la regulació del cant a les escoles secundàries públiques" (des de 1919) i com a membre del consell de la "People's School of Choral Singing" a Estocolm (des de 1920). El 1921 va ser elegit membre del "Kungliga Musikaliska akademien".

## Obres
La producció d'Oscar Sandberg només inclou, fins on se sap, obres per a cor i música litúrgica. Alguns dels seus himnes i motets corals més curts es van imprimir a l'extensa col·lecció Musica sacra, de la qual ell mateix va ser l'editor i un dels quatre editors. També va compondre quartets masculins i algunes obres corals més grans: el Salm 100 del rei David, tres cantates de l'església i dues cantates celebratòries d'ús sec. Les seves antífones intròfones per al servei principal de diumenge, caracteritzades per l'ús de modes d'església, van ser publicades el 1921. Les seves composicions sagrades per a cor mixt, però, tenen un estil musical romàntic més tradicional. Són principalment homofònics, però també inclouen trets d'imitació.